# Переяславський колегіум
Переяславський (Берліанський) колегіум (лат. Collegio Berliana) — давній навчальний заклад у місті Переяславі, який існував з 1738 до 1788 рр. Після ліквідації, як і інші колегіуми, був реорганізований в Переяславську духовну семінарію.

## Історія

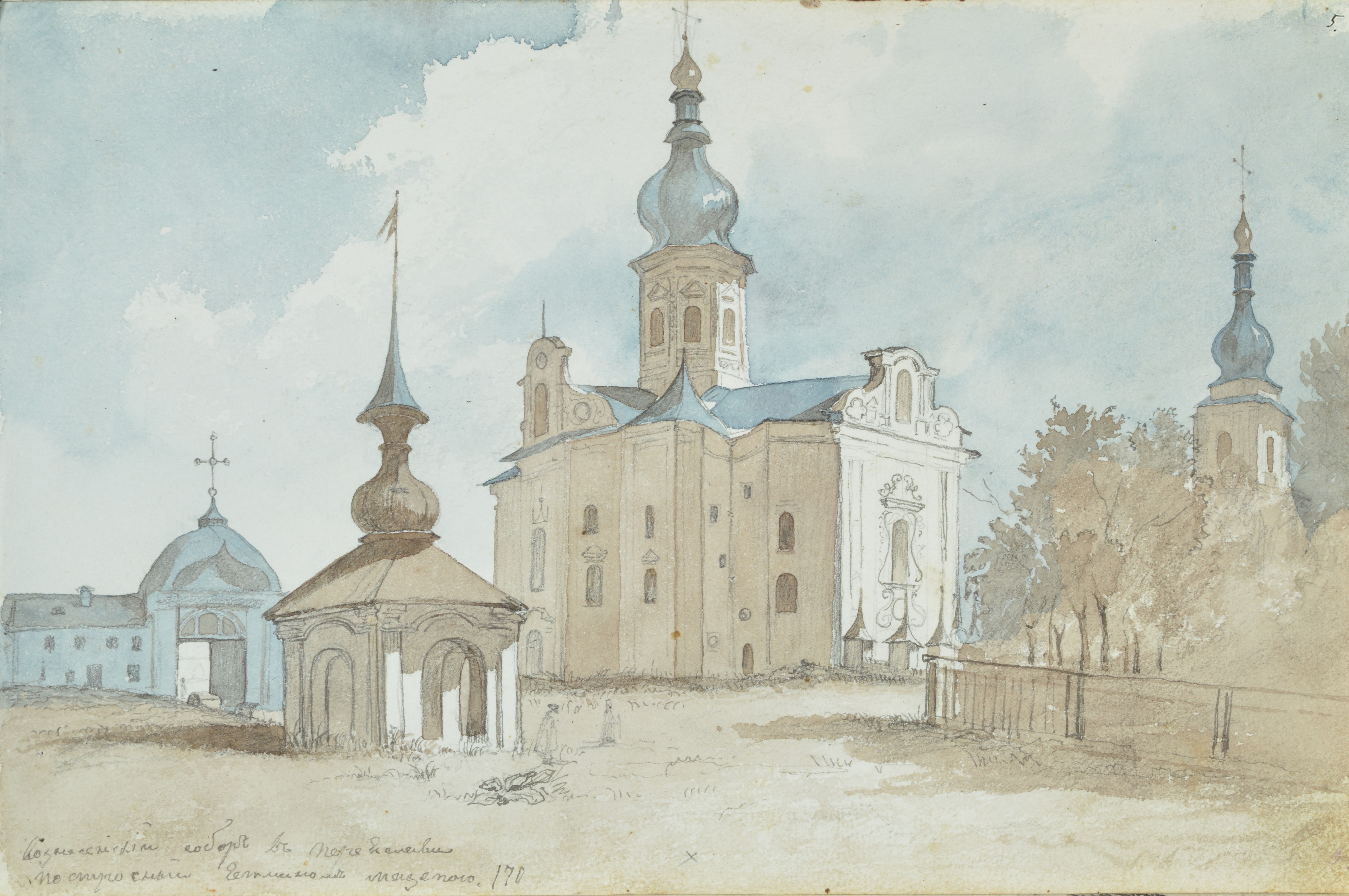
«Вознесенський собор в Переяславі» (Т. Г. Шевченко, 1845)

Переяславський колегіум був заснований 1738 року в Переяславі на території Вознесенського монастиря за сприяння переяславського єпископа Арсенія (Берла). Так, зокрема, він писав у листі до Золотоноського протопопа з проханням виділити 15 підвід для влаштування навчального закладу:
Освіта в Україні в добу бароко була тісно пов'язана з церквою і монастирським побутуванням. Все це притаманно і заснуванню та побутуванню Переяславського колегіуму. Під навчальний заклад віддали дерев'яний корпус, а за навчальним процесом копіював Києво-Могилянську академію. Мета чотирьох колегіумів у Києві, Харкові, Чернігові та Переяславі — підняти освіченість православного священства та діяльно протистояти покатоличенню та полонізації, що набуло загрозливих розмірів на територіях, підпорядкованих Речі Посполитій.
Переяславський колегіум мав також бурсу, де мешкали спудеї з інших містечок. Навчання тривало шість років. У колегіумі викладали латину, руську, грецьку та польську мови, математику, риторику, поетику, геометрію, історію, діалектику та церковний спів.
1748 року пожежа знищила всі дерев'яні споруди Вознесенського монастиря. В період 1753—1757 років споруди Переяславського колегіуму було відбудовано наново в цеглі. Про це подбав Переяславський єпископ Йоанн (Козлович). Один рік 1753 викладачем в колегіумі працював Григорій Сковорода.
На тлі згортання світської освіти в Україні імператриця Катерина II ліквідувала Чернігівський, Харківський та Переяславський колегіуми. Останній 1788 року перетворений на Переяславську духовну семінарію.
1862 року семінарія з Переяслава переведена до губернського міста Полтава.
Приміщення колишнього Переяславського колегіуму збереглося та дійшло до кінця 20 ст. Імовірно, первісне розпланування не збереглося. Споруда одноповерхова, цегляна, дах із заломом. Споруда реставрована, потинькована і розфарбована у два кольори — жовтий — тло, білі — декор і деталі. Споруда має такі кімнати — чотири класи, вітальня, бібліотека, келія (назви сучасні).
Приміщення колишнього Переяславського колегіуму нині використовується як музей Григорія Сковороди.

## Назва
В українській та російській історіографіях заклад переважно іменується як «Переяславський колегіум», проте на початок XVIII ст. в освітніх колах Задніпров'я, Лівобережної України була поширена традиція іменування навчальних закладів на честь засновників. Так зокрема на зразок Київської Академії, яку називали Києво-Могилянською або Могилянською, Переяславський колегіум також іменувався Берліанським (лат. Collegio Berliana), на честь його засновника Арсенія (Берла).